# نورت‌وست ایرلاینز

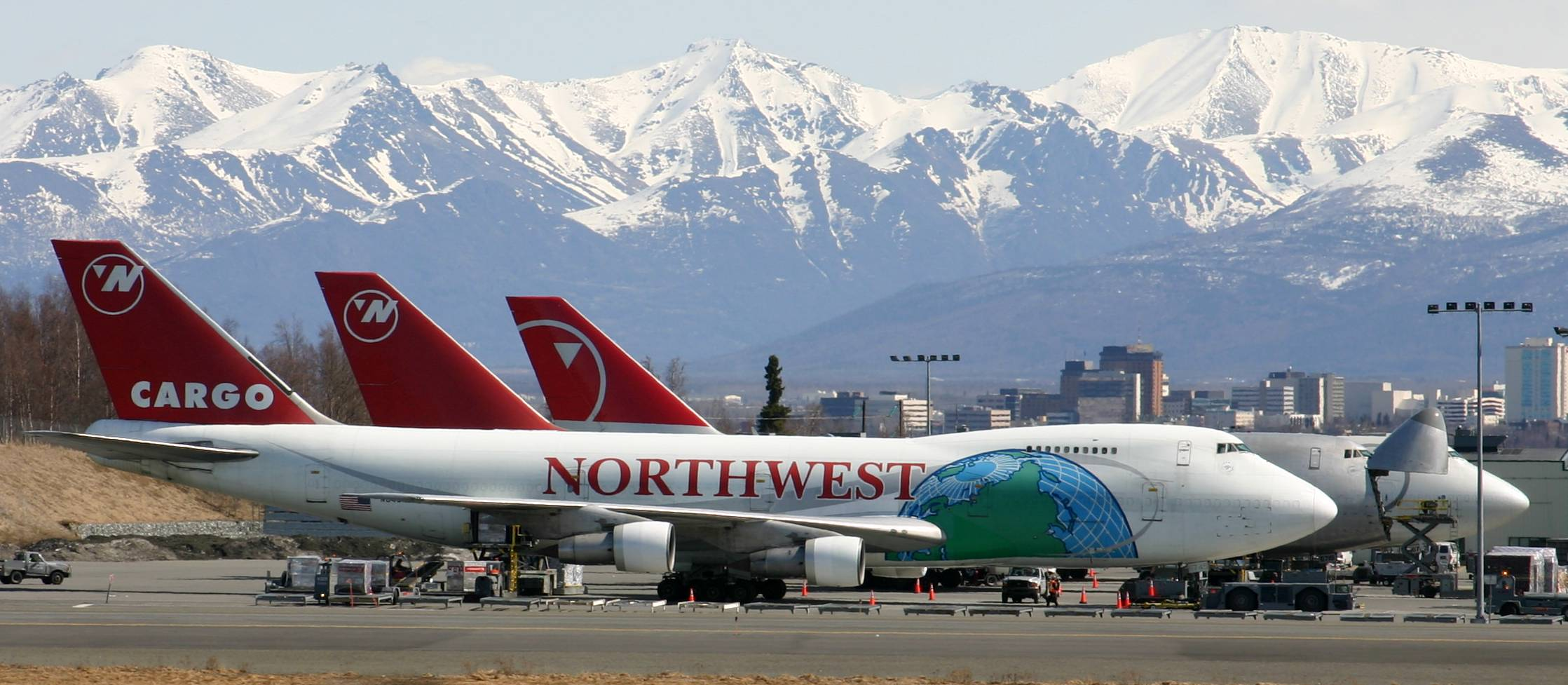

نورت‌وست ایرلاینز (به انگلیسی: Northwest Airlines) شرکت هواپیمایی آمریکایی است، که به‌عنوان شرکت تابعه دلتا ایرلاینز بشمار می‌آید. این شرکت هم‌اکنون در ناوگان خود دارای ۳۲۰ هواپیمای جت مسافربری است.
شرکت نورت‌وست ایرلاینز در ۳۱ ژانویه ۲۰۱۰ با خطوط هواپیمایی دلتا ادغام شد و امروزه بیشتر هواپیماهای آن با آرم دلتا پرواز می‌کنند. عمر متوسط هواپیماهای این شرکت مسافربری در سال ۲۰۰۷ نزدیک به ۱۸ سال بود. دفتر مرکزی نورت‌وست ایرلاینز در شهر ایگان، مینه‌سوتا، ایالات متحده آمریکا قرار دارد.